# Palomar 1
Palomar 1 és un cúmul globular a la constel·lació de Cefeu en l'halo, possiblement en el braç exterior de la Via Làctia. Va ser descoberta per George Ogden Abell el 1954 a les plaques de l'Observatori Palomar i es va catalogar com a cúmul globular.
Entre 6,3 i 8 Gyr, és un cúmul molt jove si es compara amb els altres cúmuls globulars de la Via Làctia. És un cúmul globular relativament ric en metalls amb [Fe / H] = -0,60. És probable que Palomar 1 tinga una història evolutiva similar a la nana del Sagitari amb l'acompanyant globular Terzan 7, és a dir, pot haver estat associada amb una galàxia nana esferoïdal que després va ser destruïda per les forces de les marees.